# Giovanni Battista Ramusio

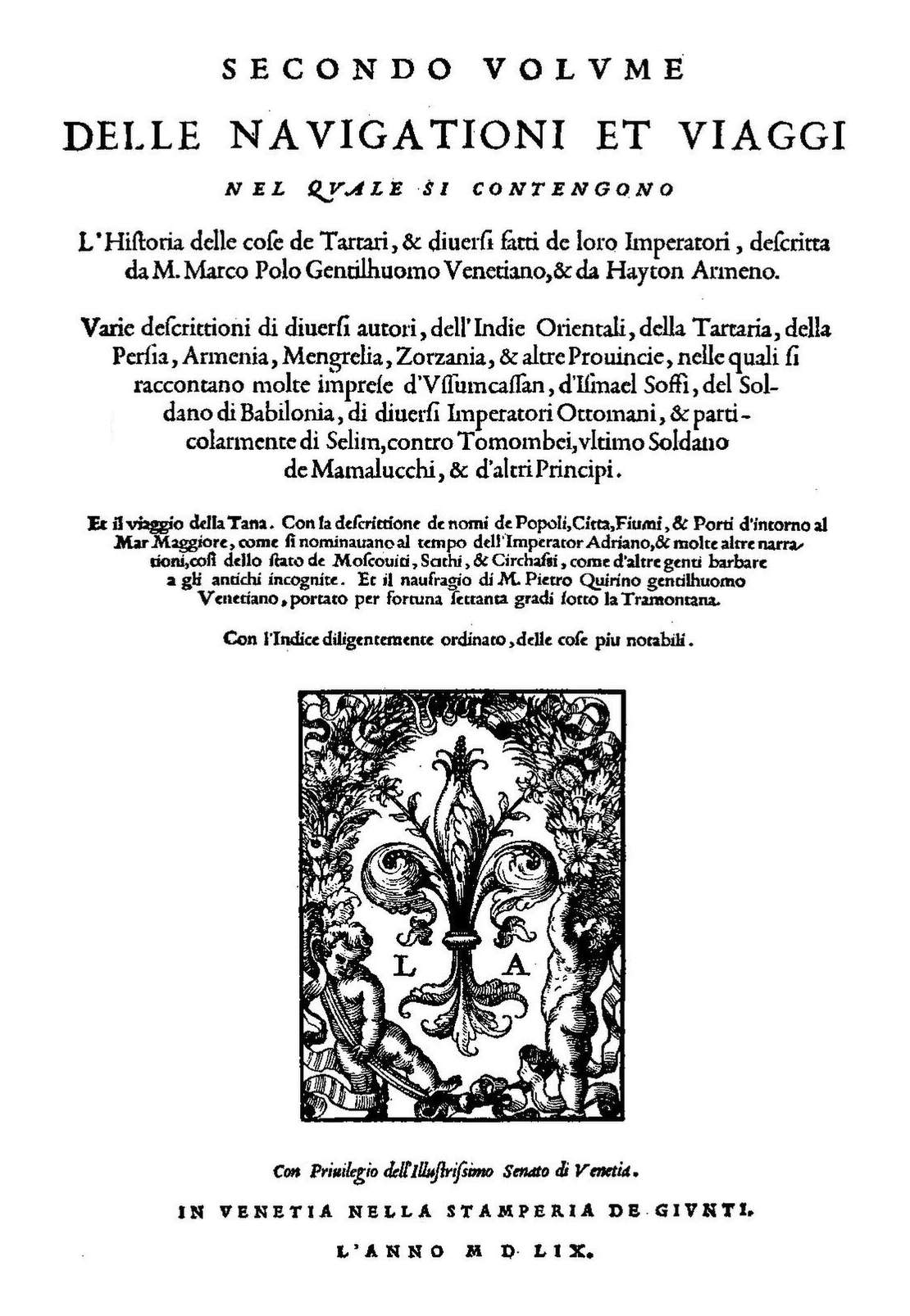
Reizen van Marco Polo door Ramusio (1559)

Giovanni Battista Ramusio (1485-1557) was een Venetiaans diplomaat, geograaf en humanist. Hij was een medewerker van doge Alvise I Mocenigo en een van de vier secretarissen van de  Raad van Tien. Giovanni was een talenknobbel, een verfijnd bestuurder en stond in contact met talrijke ambassadeurs van de Serenissima aan verschillende Europese hoven. In zijn jonge jaren werkte hij bij drukker-uitgever Aldus Manutius.

## Context
Giovanni Battista Ramusio leefde ten tijde van het tijdperk van de grote ontdekkingen. Christoffel Columbus, uit de Republiek Genua stak in 1492 de Atlantische Oceaan over en Amerigo Vespucci, uit de Florentijnse Republiek ontdekte in 1500 Amerika. Giovanni was ooit ambassadeur aan het Franse hof en kon zo snel de verslagen verkrijgen van de reizen van de Bretonse ontdekkingsreiziger Jacques Cartier, die door koning Frans I naar Canada, het toenmalig Nieuw-Frankrijk werd gestuurd. Hij had ook contact met zijn landgenoot Sebastian Cabot. De doge gaf hem de opdracht om atlassen en kaarten op te maken, hij werkte daarbij samen met de etser Giacomo Gastaldi.

## Werken
Zijn belangrijkste werk, is de Delle navigationi et viaggi, de eerste geografische verhandeling van de moderne tijd, gepubliceerd tussen 1550 en 1606, die meer dan vijftig memoires van reizen en verkenningen van de klassieke oudheid tot de zestiende eeuw samenbracht, van Marco Polo tot Vespucci, tot de grote Afrikaanse ontdekkingsreizen, de vertaling van het werk van Leo Africanus. Zijn publicaties hadden een enorme invloed op de Engelse schrijver Richard Hakluyt.